# Чуб (река)
Чуб — река в России, протекает в Усть-Вымском районе Республики Коми. Устье реки находится в 96 км от устья Выми по правому берегу. Длина реки − 127 км, площадь водосборного бассейна — 1630 км².

## Притоки
(км от устья)
- 0,2 км: Мус (пр)
- 22 км: Сордъю (пр)
- 34 км: река без названия (пр)
- 40 км: Мурью (лв)
- 44 км: Изясью (лв)
- 53 км: Сырвож (лв)
- 59 км: Микаёль (лв)
- 63 км: река без названия (пр)
- 107 км: Певъю (пр)

## Данные водного реестра
По данным государственного водного реестра России относится к Двинско-Печорскому бассейновому округу, водохозяйственный участок реки — Вычегда от города Сыктывкар и до устья, речной подбассейн реки — Вычегда. Речной бассейн реки — Северная Двина.
Код объекта в государственном водном реестре — 03020200212103000022514.